# Formula Acceleration 1
Formula Acceleration 1 ( FA1 ) foi uma categoria de fórmula monotipo criada em 2014. Os competidores representassem apenas sua nação, ao invés de a si mesmos ou a uma equipe.
A FA1 foi criada em 2014, como a categoria principal no evento Acceleration 2014. Em vez de desenvolver seu próprio carro, a série reduziu substancialmente os custos usando o chassis Lola B05/52 (que foi usado nos primeiros anos da série A1 Grand Prix e na Auto GP), equipados com um motor Zytek 3.4l V8. Sendo os carros mecanicamente idênticos, os custos por temporada seria por volta de €450,000.
Em 22 de dezembro de 2014, foi anunciado que a categoria seria fundida com a Auto GP em 2015 . Isso para garantir que pelo menos 18 carros participem de cada corrida. Também foi anunciado que o campeão de 2015 terá direito a um teste de Fórmula 1 . No entanto, a temporada foi interrompida após duas rodadas devido à falta de participantes.

## Temporadas
| Temporada | Campeão      | Equipe Campeã |
| 2014      | Nigel Melker | Países Baixos |
| --------- | ------------ | ------------- |